# Надежда Кехайова
Надежда Тодорова Кехайова (26 април 1978 г. – 5 ноември 2018 г.) е българска журналистка и телевизионна продуцентка.

## Биография
Завършва специалност „Българска филология“ в Пловдивски университет „П. Хилендарски“ през 2002 г.
В продължение на 10 години публикува материали, коментари и анализи във в-к „Стандарт“, в-к „Капитал“, в-к „Дума“, в-к „България плюс“, списание „Хепи уикенд“ и др. Работи за информационни агенции, както и за Българска национална телевизия.
От 2002 г. е продуцент на телевизионното състезание „Минута е много“, а от 2007 г. и на предаването „За един час“, излъчвано по програма „София“ на Българското национално радио. Редактор е на книгата „Лицата на Пловдив“ III и IV част на Здравко Гълъбов. Автор е на редица документални филми и продуцент на документални и късометражни игрални филми като „Колко си хубав“, награден за най-добра главна мъжка роля на Международния фестивал в Мадрид Архив на оригинала от 2016-08-18 в Wayback Machine., 2016 г.
През кариерата си Кехайова е удостоена с 8 награди за журналистика, Първа награда за най-добър документален филм "Европа за нас: Програма Сократ" на медийния фестивал за европейския път на България "Българската Европа", и 2 като телевизионен продуцент и автор на сайта на „Минута е много“. Занимава се с ПР, реклама и кино. Основател и Председател е на световния клуб на журналистите от Пловдив, както и член на асоциацията на докторантите в България, част от Европейската асоциация на докторантите. Съучредител е и член на Управителния съвет на международен младежки алианс, част от ООН. Собственик на рекламна и продуцентска къща TV Entertainment.
Надежда Кехайова умира на 40 години от инфаркт в Пловдив на 5 ноември 2018 г.